# Thyrolambrus verrucibrachium
Thyrolambrus verrucibrachium is een krabbensoort uit de familie van de Parthenopidae. De wetenschappelijke naam van de soort is voor het eerst geldig gepubliceerd in 1999 door Zimmerman & Martin.